# Raj Chandra Bose
Raj Chandra Bose (1901–1987) – indyjski matematyk i statystyk, profesor Uniwersytetu Karoliny Północnej w Chapel Hill, od 1949 r. na stałe zamieszkały w Stanach Zjednoczonych. Wniósł wkład w rozwój teorii kodów korekcyjnych, geometrii oraz projektowania eksperymentów.
Na początku kariery naukowej otrzymał posadę w nowo powstałym Indyjskim Instytucie Statystycznym (ang. Indian Statistical Institute), zaś jego przełożonym był w tamtym okresie Prasanta Chandra Mahalanobis.
Nazwa kody BCH pochodzi od pierwszych liter nazwisk ich twórców, którymi byli: Raj Chandra Bose, Dwijendra Kumar Ray-Chaudhuri i Alexis Hocquenghem.